# Mount Massive
Ej att förväxlas med Massive Mountain i Banff National Park, Kanada.
Mount Massive, arapaho: Hiwoxuu hookuhu'ee, är med 4 398 meter Klippiga bergens näst högsta topp och den näst högsta bergstoppen i den amerikanska delstaten Colorado. Toppen ligger i Sawatch Range och omges av Mount Massive Wilderness, en del av San Isabel National Forest. Närmaste stad är Leadville, omkring 17 kilometer (11 miles) ostnordost om toppen i Lake County. 
Toppen är även den tredje högsta bergstoppen i de sammanhängande 48 nedre delstaterna, efter Mount Whitney i Kalifornien och Mount Elbert som också ligger i Sawatch Range.

## Bergets geografi
Mount Massive mättes ursprungligen upp och bestegs första gången 1873, som en del av Haydenexpeditionen genom den amerikanska västern. Expeditionsmedlemmen Henry Gannett uppges varit först att bestiga berget. Namnet kommer från bergets avlånga form, med fem separata toppar som alla ligger över 14 000 fot (motsvarande 4 300 meter) och en toppkam som är över 5 kilometer lång, vilket gör berget till det största till ytan av alla berg i de 48 sammanhängande delstaterna, före Mount Rainier. Det något högre berget Mount Elbert ligger omkring 8 kilometer sydsydost om Mount Massives topp. 
På grund av svårigheter i att bestämma höjden på berg med 1800-talets metoder, då man ofta använde lufttrycket som indikator på höjden över havet, fanns det länge en stor osäkerhet kring vilket som var det högsta berget i USA. Sedan 1959 är det med stor marginal högsta berget Denali (Mount McKinley) i Alaska, men Alaska var inte en delstat innan dess, och mellan det högsta berget och det 30:e högsta berget i de sammanhängande 48 delstaterna skiljer endast ungefär 500 fot eller 150 meter. En lokal rivalitet uppstod mellan de två närbelägna toppkandidaterna Mount Elbert och Mount Massive, och när man under 1900-talet successivt erhöll bättre mätningar som indikerade att Mount Elbert var det högre av de två bergen, anlade lokalpatrioter på 1970-talet ett stenröse på toppen av Mount Massive för att återta titeln. Detta kom i sin tur raskt att rivas ned av Mount Elbert-supportrar, varpå det byggdes upp igen, men efter flera försök gav Mount Massive-supportrarna upp.
En vandringsled leder upp till toppen från den östra sluttningen. Leden är 21,9 kilometer (13,6 miles) lång fram och tillbaka, med en total stigning på 1 400 meter.
Det finns flera glaciärsjöar i vildmarksområdet. De lägre sluttningarna är täckta av contortatallskog, som gradvis övergår i engelmannsgran och ädelgran. Trädgränsen går strax under 3 700 meters höjd. På berget lever bland annat nordamerikansk pika, snögetter, vapiti, svartsvanshjort, amerikansk älg, grå lavskrika, svalor och gulbukigt murmeldjur.
På språket arapaho kallas Collegiate Range och Mount Massive kollektivt för Hiwoxuu hookuhu'ee, "vapitihuvudet".